# Canton du Pecq
Le canton du Pecq est une ancienne division administrative française, située dans le département des Yvelines et la région Île-de-France.
Dans le cadre du redécoupage cantonal de 2014 en France, son territoire est intégré au canton de Saint-Germain-en-Laye.

## Composition
Le canton du Pecq comprenait trois communes jusqu'en mars 2015 :
- Fourqueux : 4 161 habitants,
- Mareil-Marly : 3 180 habitants,
- Le Pecq : 16 318 habitants.

## Représentation
| Période | Période | Identité      | Étiquette | Qualité |
| ------- | ------- | ------------- | --------- | --- |
| 1976    | 1992    | Pierre Régis  | RPR       | Instituteur Maire du Pecq (1949 → 1977) Ancien conseiller général du Canton de Saint-Germain-en-Laye-Sud (1967-1976) Député des Yvelines (1976 → 1978)) |
| 1992    | 2004    | Alain Gournac | RPR       | Chef de publicité Maire du Pecq (1991 → 2013) Suppléant du député Michel Péricard (1993-1997) Sénateur des Yvelines (1995 →2017 )                       |
| 2004    | 2015    | Daniel Level  | UMP       | Formateur Maire puis maire-délégué de Fourqueux (2008 → )                                                                                               |

## Démographie
| 1982   | 1990   | 1999   | 2006   | 2011   | 2012   |
| ------ | ------ | ------ | ------ | ------ | ------ |
| 22 557 | 24 133 | 23 659 | 23 324 | 24 288 | 23 924 |